# ماريا كولومبو دي أسيفيدو
ماريا كولومبو دي أسيفيدو (1957 - 3 مايو 2021) سياسية أرجنتينية، كانت عضوًا في مجلس الشيوخ عن مقاطعة كاتاماركا وعضوًا في الاتحاد المدني الراديكالي، والذي هو نفسه جزء من الجبهة المدنية والاجتماعية في كاتاماركا.

## السيرة الشخصية
ولدت كولومبو في سان فرناندو ديل فالي دي كاتاماركا. درست في جامعة قرطبة الوطنية وتخرجت في تخصص الطب، ودرست السياسة كطالبة دراسات عليا.
عملت كولومبو كعضو في مجلس الشيوخ الإقليمي في مقاطعة كاتاماركا 1991-1995. وكانت رئيسة مجلس الشيوخ 1994. انتخبت لمجلس النواب الأرجنتيني للفترة 1997-2001 وأصبحت عضوًا في مجلس الشيوخ في عام 2001. وأعيد انتخابها في عام 2003 لمدة ست سنوات وانتهت في 10 ديسمبر 2009.
توفيت كولومبو في 3 مايو 2021، عن عمر يناهز 64 عامًا، نتيجة تجلط الدم الناجم عن عدوى كوفيد 19.